# Cortinarius pearsonii
Cortinarius pearsonii är en svampart som beskrevs av P.D. Orton 1958. Cortinarius pearsonii ingår i släktet Cortinarius och familjen spindlingar.  Arten är reproducerande i Sverige. Inga underarter finns listade i Catalogue of Life.
I den svenska databasen Dyntaxa används istället namnet Cortinarius cremeolaniger för samma taxon.  Arten är reproducerande i Sverige.